# Quico

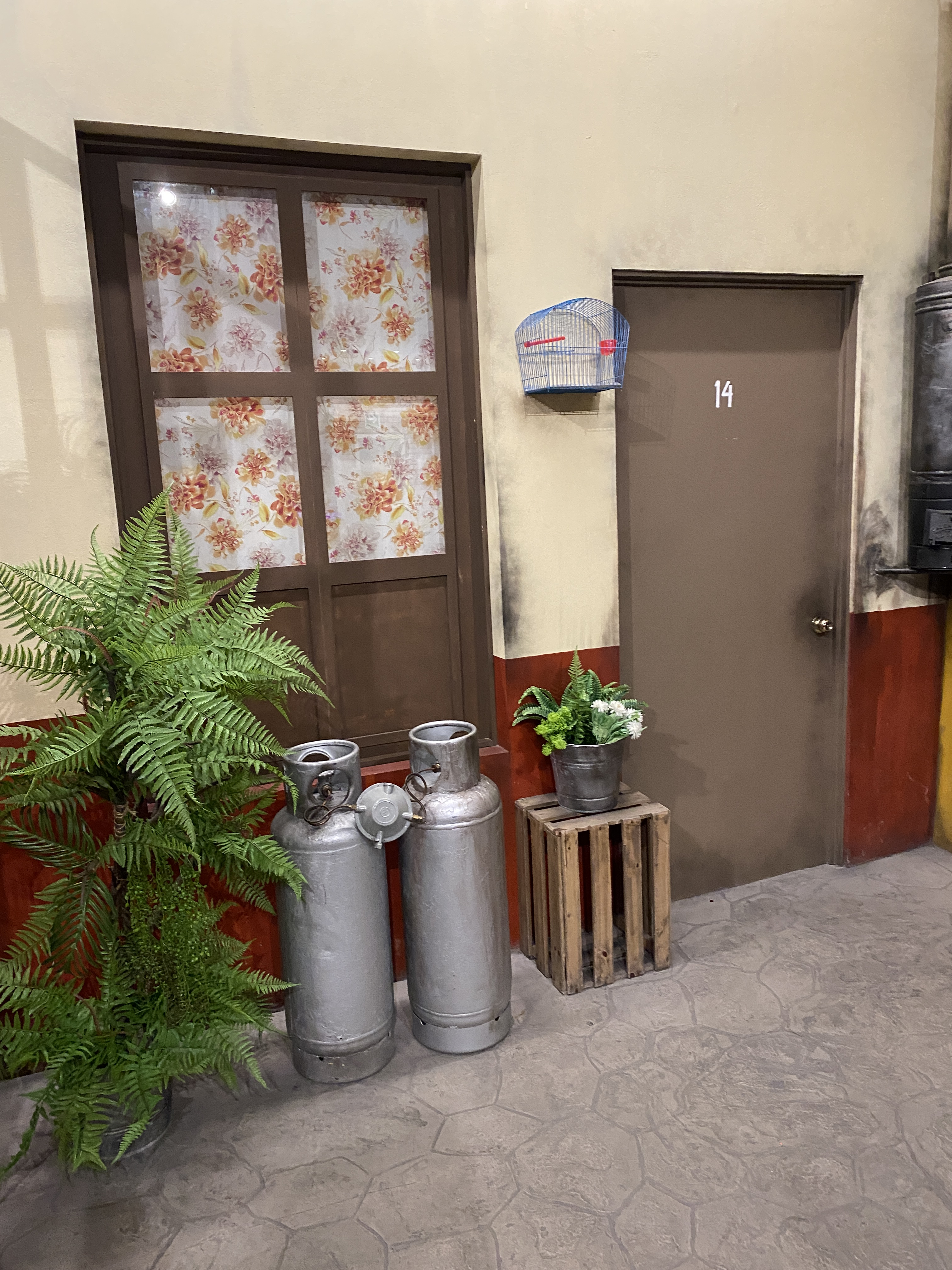
Recreación del set de El Chavo del ocho, en donde Quico habita el departamento 14.

Federico Matalascallando Corcuera o Federico Bardón de la Regueira, más conocido como Quico o por razones legales también como Kiko, es un personaje de la serie de televisión mexicana El Chavo del 8. Es el único hijo de Federico Matalascallando y de Doña Florinda Corcuera.
Fue interpretado por Carlos Villagrán en la serie original y en la serie animada su voz es aportada por Sebastián Llapur.

## Personalidad
Quico tiene 8 años, aunque en uno de los primeros episodios dijo estar a punto de cumplir los 7. Es el único hijo de Doña Florinda, quien lo idealiza y consiente, por lo que suele mostrar la personalidad caricaturizada de un niño ingenuo, consentido y pretencioso. Su madre le ha inculcado la creencia que los vecinos de allí no están a su altura y emite comentarios clasistas al respecto, tratándolos como «chusma». Sin embargo, Quico no termina de convencerse de ello. Es huérfano de padre, ya que este, que era oficial y capitán de la Marina de México, murió cuando naufragó su barco y fue devorado por un tiburón (o una ballena). De ahí que en la serie se diga que «Federico descansa en pez» y no en paz.
Aunque tiene buenos sentimientos y es muy cariñoso en el fondo, es un niño sumamente engreído y manipulador, reclama toda la atención para él y no escatima en nada para lograrlo. A veces sale lastimado o golpeado en las peleas con el Chavo y logra que su mamá lo defienda siempre, pero ella se pasa la vida golpeando a Don Ramón a quien acusa arbitrariamente de lo que le suceda a su hijo a base de cachetadas u otras agresiones. Generalmente se escuda tras la máscara de ser el «rico» de la vecindad, alardeando de todo lo que tiene; si alguien consigue algo, él se jacta de tener, o poder conseguir fácilmente, algo mejor, como los juguetes caros con lo que le gusta opacar los que el Chavo fabrica con chatarra para sí mismo.
Su madre no se enfada regularmente con él, pero sucede cuando lo llama «Federico» con gran fuerza, lo que causa que él diga Es que tú me dices Federico cuando estás enojada conmigo aunque le perdona casi de inmediato. Quico ama a su mamá y trata de obedecerla, pero siempre buscando sus propios intereses por encima de los de ella. Se involucra con sus amigos como el Chavo, la Chilindrina y Ñoño, a pesar de que Doña Florinda le dice que no se junte con «la chusma». Quico le pide cosas a su mamá, quien lo consiente en exceso. 
Quico tiene un gesto muy característico cuando se dispone a realizar alguna actividad física (jugar al fútbol, béisbol, correr, etc.), que consiste en humedecerse con saliva los lóbulos de las orejas, para lo cual se chupa el dedo índice y luego lo frota contra los lóbulos de sus orejas. Luego hace, a modo de preparación, una simulación exagerada del movimiento que va a hacer (si va a chutar un balón, pega patadas al aire o al suelo con mucha fuerza; si va a lanzar una pelota de béisbol mueve el brazo de una manera muy enérgica, etc.), hasta que finalmente lo hace, terminando casi siempre en un catástrofe o golpe accidental.
Es un completo cabeza hueca y sus tantas torpezas lo hacen bastante cómico. Es sumamente torpe y al mismo tiempo atento y despierto, y también es el dolor de cabeza del Profesor Jirafales por lo que este es muy paciente.
En 1979 exactamente, después del capítulo «Clases de primeros auxilios», en un capítulo el cual Doña Florinda lleva a la Chilindrina y al Chavo a un cine a ver El Chanfle, el personaje de Quico no fue visto ni mencionado nunca más en la serie. Su ausencia es explicada por Doña Florinda ante una pregunta de Don Ramón del porqué no fue con «Su hijo», en donde le responde que «Mi hijo» (ya no le dicen Quico), se había ido a vivir con su madrina la rica para no estar más entre la chusma.

## Vestimenta típica

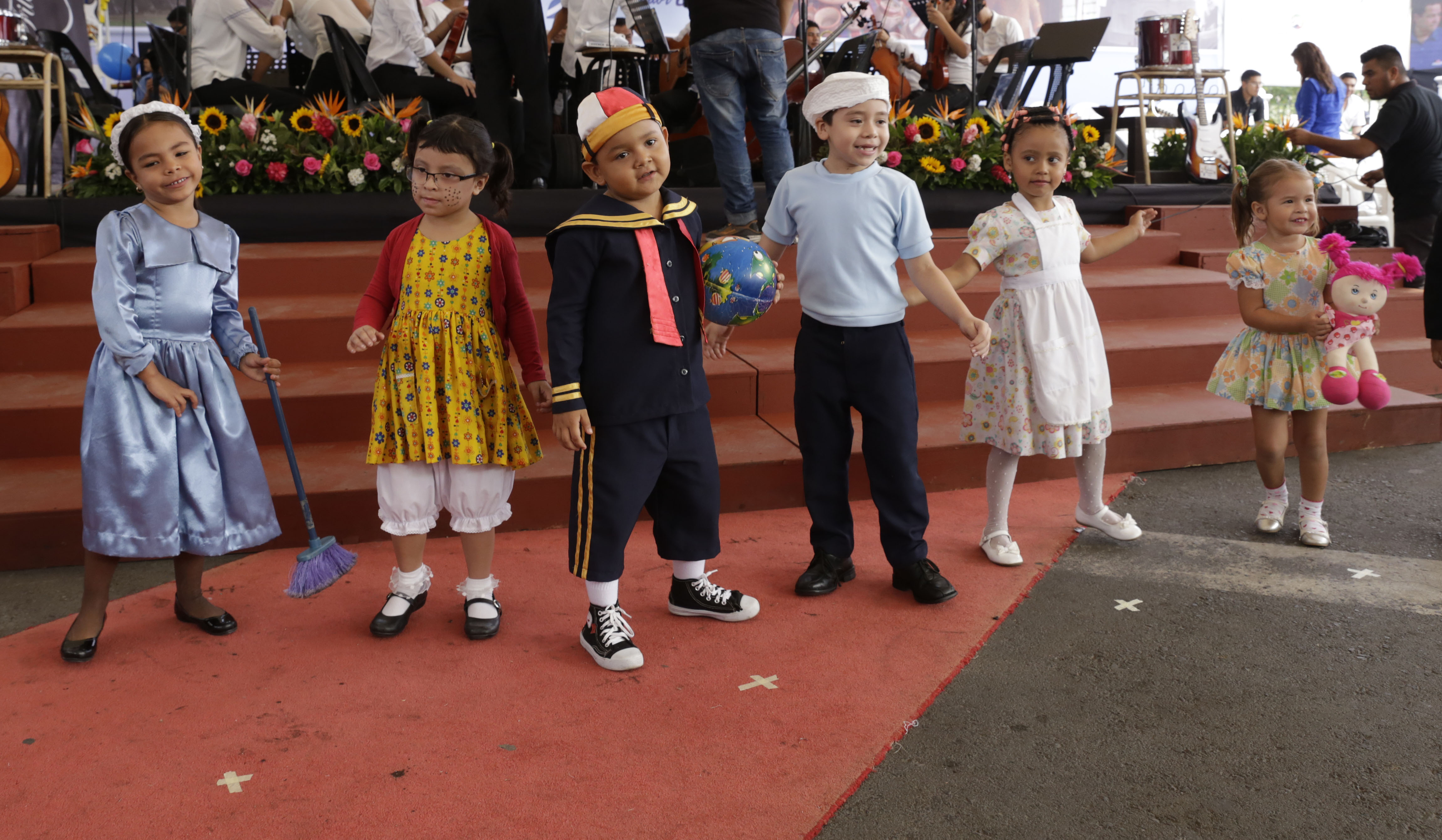
Niño salvadoreño con vestimenta típica de Quico.

Él viste un traje de marinero haciendo referencia al atuendo que los niños de clase alta usaban desde principios hasta mediados del siglo XX, aunque en la serie se señala que es por homenaje a su difunto padre, que era marino. El traje es de color negro de dos piezas. La parte de arriba tiene una corbata roja que termina en dos rayas blancas, la camiseta es de cuello «V» y de manga larga. Los pantalones son sustituidos por unos pantalones cortos hasta casi la rodilla y se combinan con una gorra de colores amarillo, azul (negro en las temporadas 1977-1978) y rojo, medias amarillas hasta las rodillas y zapatillas blancas. Este personaje sufrió un cambio en su vestimenta cuando Carlos Villagrán lo rebautizó como «Federrico» y luego como «Kiko», dotándolo de unos colores blanco con detalles rojos en Federrico y rojo con detalles blancos en ¡Ah qué Kiko! en vez del clásico negro.

## Derechos de autor
Tras haber abandonado el elenco de El Chavo del 8, Carlos Villagrán no podía volver a encarnar a Quico, ya que los derechos del personaje eran propiedad de Roberto Gómez Bolaños; entonces decide bautizarlo nuevamente como «Kiko». Haciendo eso, evadió una posible demanda de Roberto Gómez Bolaños, ya que los derechos de autor no contemplan «el uso de palabras similares que suenen igual a la palabra registrada».
Desde 1981 a 1986, Villagrán trabajó en tres proyectos con el personaje de Kiko en Venezuela. El primero fue «Niño de papel», el segundo proyecto fue Federrico junto a Ramón Valdés, centrado en las aventuras del personaje, parodiando muchas veces al Chavo del 8. A pesar del cambio de nombre, era técnicamente el mismo personaje. El tercero fue Kiko Botones en 1986, en el cual se mostraba al personaje como un botones de un hotel en Caracas (representaba a un Kiko ya adulto pero con mentalidad infantil). En 1987, recibe una propuesta de Canal 13 (de México) para realizar su propio programa llamado ¡Ah qué Kiko!, junto a Ramón Valdés; sin embargo debido al estado de salud de su compañero, el proyecto se suspende por corto tiempo para ser retomado por Sergio Ramos, ahora trabajando en la trama para «don Cejudo».
El uso de Kiko o Quico depende del contexto en donde se use. Si uno se está refiriendo a la serie El Chavo del Ocho, se debe usar Quico, ya que así es el nombre que concibió Roberto Gómez Bolaños. Ahora, si uno está hablando de proyectos fuera del Chavo del Ocho llevados a cabo de forma independiente por Carlos Villagrán tras su salida del programa mexicano, se debe nombrar como Kiko.